# Great American Ball Park
Der Great American Ball Park ist ein Baseball-Stadion in der US-amerikanischen Stadt Cincinnati im Bundesstaat Ohio. Die Cincinnati Reds aus der Major League Baseball (MLB) tragen hier ihre Heimspiele aus. Der Name Great American Ball Park kommt vom Versicherungsunternehmen Great American Insurance, die als Namenssponsor auftritt. Der Vertrag bringt den Reds jährlich 2,5 Mio. US-Dollar und läuft bis in das Jahr 2033. Direkt neben dem Stadion am Ufer des Ohio River befindet sich die 1975 eröffnete Mehrzweckhalle Heritage Bank Center.
Die Cincinnati Reds sind in diesem Markt, der einer der kleinsten in der MLB ist, durchaus ein wichtiger Faktor, die Zuschauerzahlen liegen bei etwa 30.000. Mit dem Neubau rechneten die Verantwortlichen mit einer deutlich höheren Zahl, obwohl das einer Steigerung von rund 7000 pro Spiel entspricht.

## Galerie

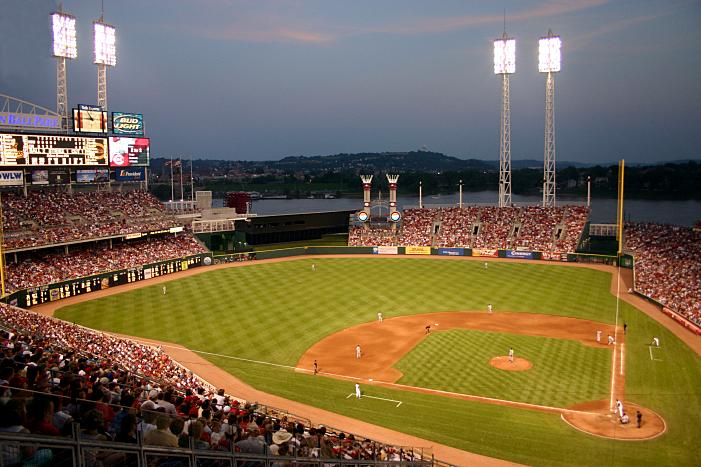
Innenansicht vom Mai 2004
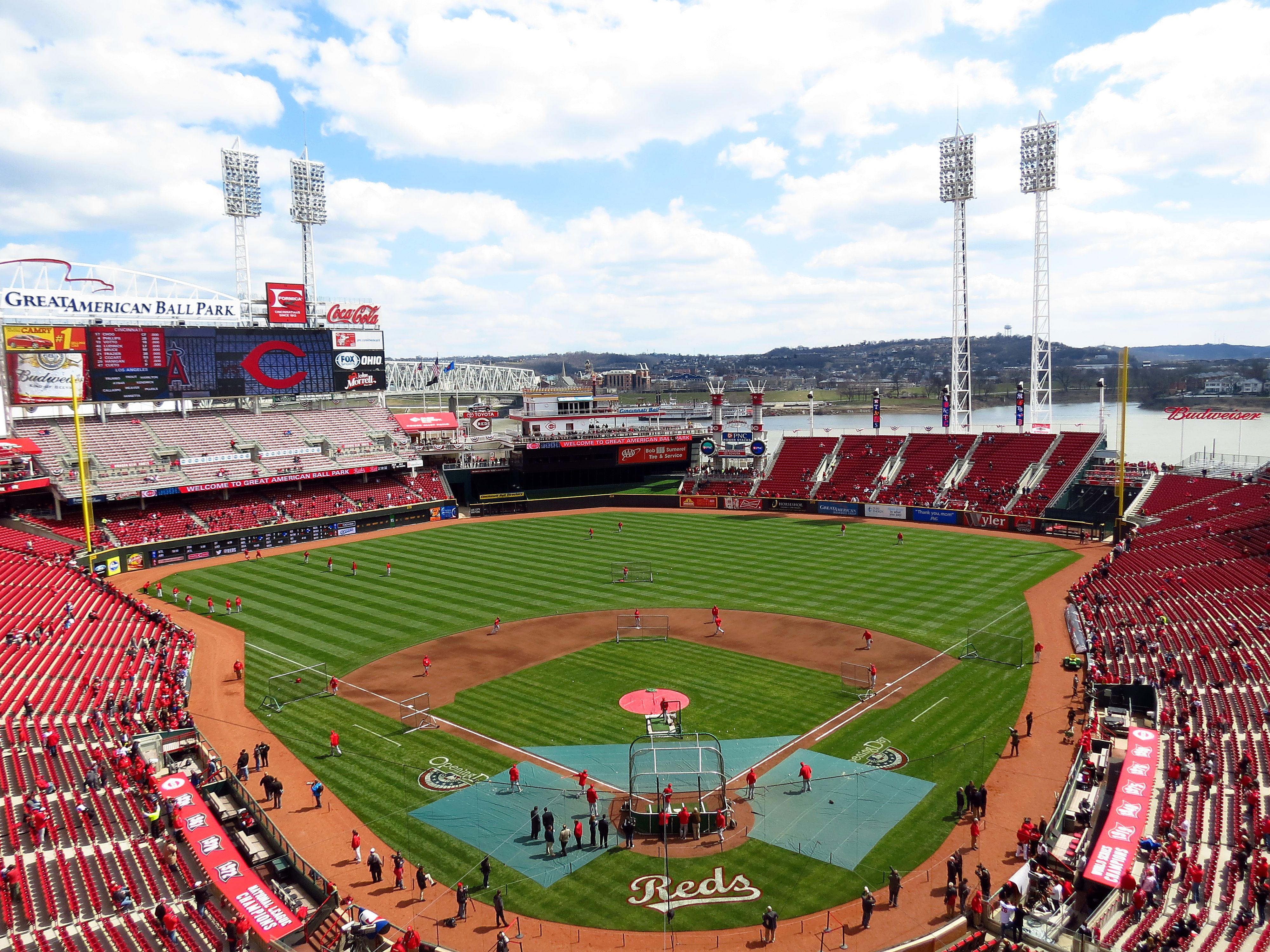
Saisoneröffnung am 1. April 2013 mit dem Spiel der Reds gegen die Los Angeles Angels of Anaheim
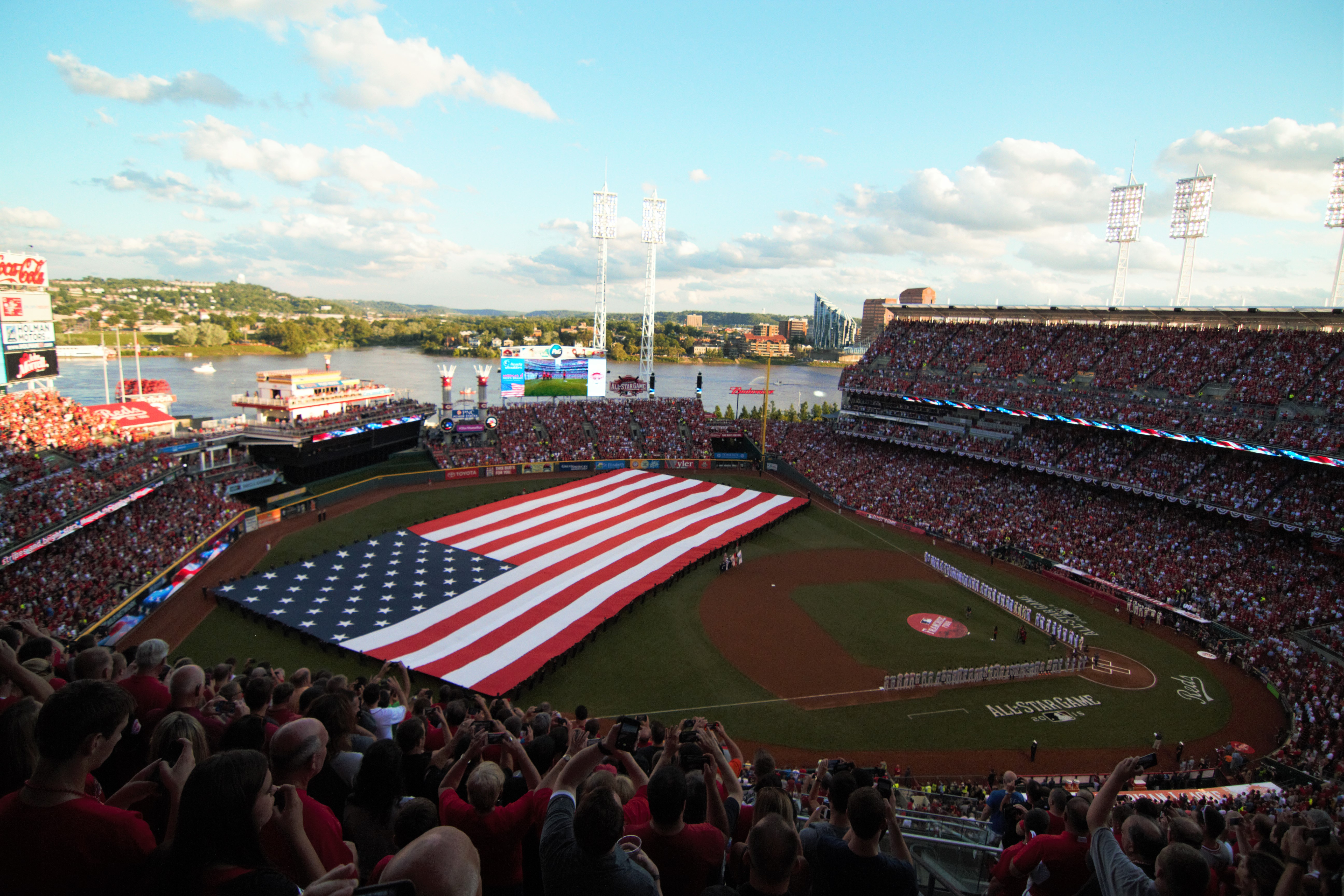
Das Stadion vor dem MLB All-Star Game 2015
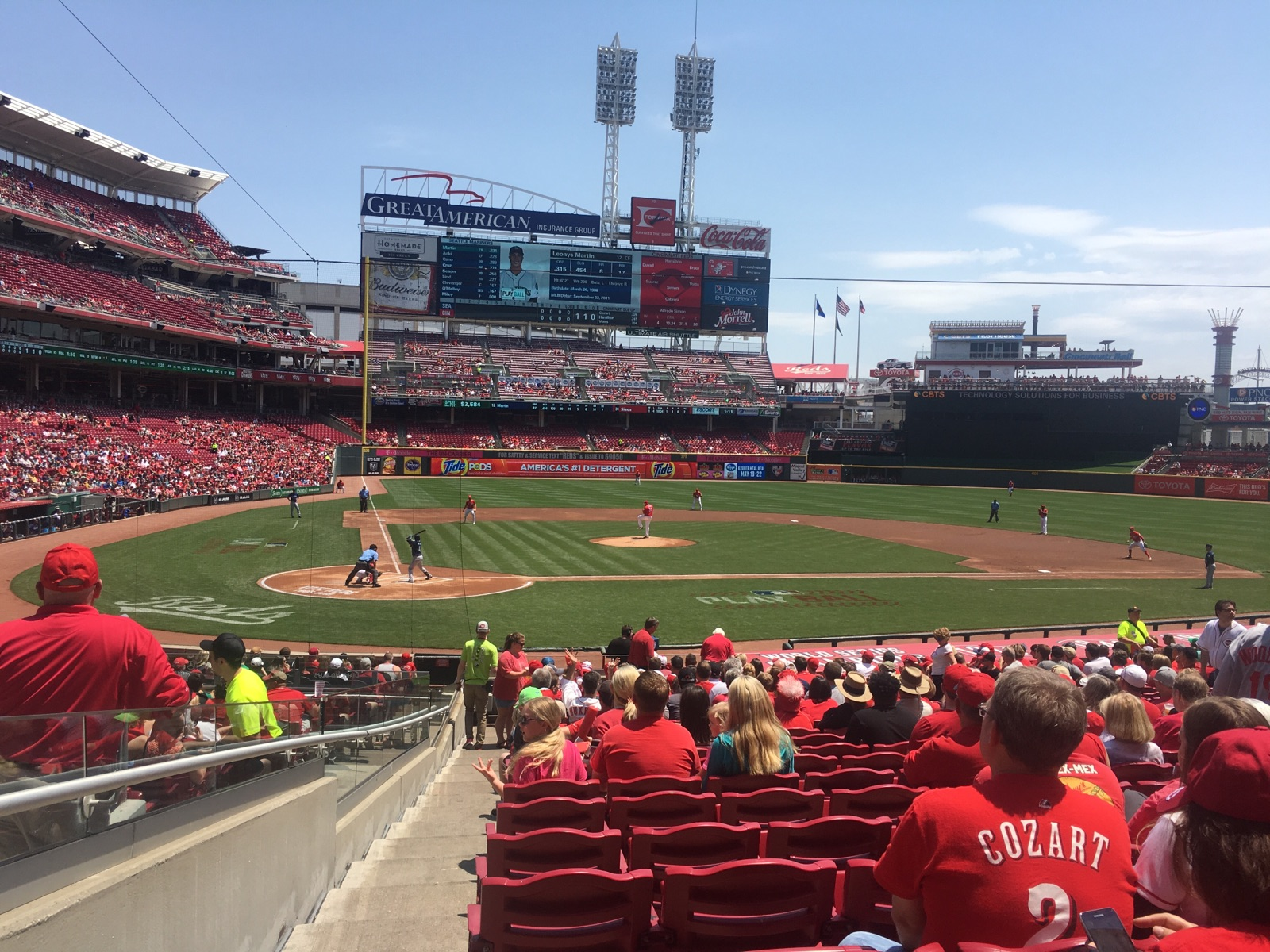
Die Reds am 22. Mai 2016 gegen die Seattle Mariners